# Caesalpinia coluteifolia
Caesalpinia coluteifolia är en ärtväxtart som beskrevs av August Heinrich Rudolf Grisebach. Caesalpinia coluteifolia ingår i släktet Caesalpinia och familjen ärtväxter. Inga underarter finns listade i Catalogue of Life.